# Bovezzo
Bovezzo is een gemeente in de Italiaanse provincie Brescia (regio Lombardije) en telt 7508 inwoners (31-12-2004). De oppervlakte bedraagt 6,4 km², de bevolkingsdichtheid is 1161 inwoners per km².

## Demografie
Bovezzo telt ongeveer 3069 huishoudens. Het aantal inwoners steeg in de periode 1991-2001 met 2,1% volgens cijfers uit de tienjaarlijkse volkstellingen van ISTAT.
| Jaar | Inwoneraantal |
| ---- | ------------- |
| 1991 | 7254          |
| 2001 | 7407          |

## Geografie
De gemeente ligt op ongeveer 203 m boven zeeniveau.
Bovezzo grenst aan de volgende gemeenten: Brescia, Concesio, Nave.

## Geboren
- Lorenzo Tassi (12 februari 1995), voetballer